# FNs hjælpeorganisation for palæstinensiske flygtninge i Mellemøsten
FNs hjælpeorganisation for palæstinensiske flygtninge i Mellemøsten (UNRWA) (engelsk: United Nations Relief and Works Agency for Palestine Refugees in the Near East) er et bureau underlagt FN, som arbejder med at forbedre forholdene for palæstinensiske flygtninge, som bor i Jordan, Libanon, Syrien, samt på Vestbredden og på Gazastriben. Det arbejder blandt andet med at give flygtningene sundhedstjenester og skoletjenester. De har også hjulpet palæstinenserne med at oprette flygtningelejre. Dette er det eneste FN-bureau, som er dedikeret til at hjælpe flygtninge fra en bestemt region eller konflikt. UNRWA er ikke en del af UNHCR, som er et FN-bureau som er dedikeret til at hjælpe flygtninge i hele verden.
UNRWA blev oprettet efter den arabisk-israelske krig i 1948 af FNs generalforsamling, resolution 302 af 8. december 1949. 
I 2021 støttede UNRWA 545.000 børns skolegang. Social Safety Net Program assisterede 398.044 mennesker; og 1,7 millioner fik livreddende humanitær bistand. Dette inkluderer dem, der er berørt af konflikt, blokade og besættelse i det besatte palæstinensiske område eller Syrien-konflikten og palæstinensiske flygtninge i Libanon, der er mest påvirket af den nuværende krise i landet. På grund af UNRWA gælder Flygtningekonventionen af 1951 ikke for palæstinensere: Afsnit 1(D) stipulerer, at et individ, som modtager beskyttelse fra en anden FN-organisation (i dette tilfælde UNRWA), ikke anerkendes som flygtninge under flygtningekonventionen.

## Organisation og administration
UNRWA er et bureau, som er underlagt FNs generalforsamling, og mandatet fornys hvert tredje år. Det er den største virksomhed i FN og sysselsætter over 25.000 ansatte, hvoraf 99 % er lokalt rekrutterede palæstinensere. Bureauets hovedkontor er delt mellem Gazastriben og Amman. Virksomheden er organiseret i fem områder: Jordan, Syrien, Libanon, Vestbredden og Gaza. 
UNRWAs generalkommissær er Karen Koning AbuZayd, en amerikansk statsborger, som efterfulgte Peter Hansen, en dansk statsborger i 2005.

## Kontroverser
Israel har i en årrække beskyldt UNRWA for at være politisk og organisatorisk infiltreret af Hamas som siden 2007 har kontrolleret Gazastriben og som af en række lande regnes som en terrororganisation. Påstandene er blevet  støttet af organisationen UN-Watch, og EU har også verificeret oplysningerne om at skolebøgerne som benyttes ved UNRWAs skoler indeholder hadefulde beskrivelser af jøder. Den schweiziske udenrigsminister Ignazio Cassis kritiserede i 2018 UNRWA for at forhindre løsninger på konflikten ved at opretholde palæstinensernes flygtningestatus fra 1948 ved at overføre disse til nye generationer, og holde liv i en illusion om at vende tilbage til de områder i Israel de forlod i 1948. I 2004 vedgik daværende UNRWA-chef Peter Hansen at der kunne være Hamas-medlemmer på deres lønningsliste, men mente dette ikke burde være et problem siden Hamas også drev humanitære projekter.
I januar 2024 blev der fra Israel  fremlagt dokumentation på at tolv af UNRWAs ansatte havde deltaget aktivt i terrorhandlingerne 7. oktober. Alle disse blev umiddelbart suspenderet fra UNRWA som lovede at efterforske de involverede. Afsløringerne blev udløsende for at en række nationer stansede deres økonomiske støtte til organisationen, svarende til omkring halvdelen af budgettet. FN's generalsekretær fordømte standsningen og mente at dette kunne udløse en sultkatastrofe i Gaza. Amnesty International har karakteriseret afgørelsen om at standse pengestrømmen som «grusom».
Israels statsminister Benjamin Netanyahu har udtalt at han vil forsøge at forhindre UNRWA i at operere i Gaza når krigen mod Hamas er afsluttet.
Trods de israelske anklager og de igangværende undersøgelser af UNRWA, meddelte den danske regering 14. marts, at man, efter en kortvarig standsning, vil udbetale 105 millioner kroner i støtte til organisationen.